# Ampedus shakotanensis
Ampedus shakotanensis là một loài bọ cánh cứng trong họ Elateridae. Loài này được Miwa miêu tả khoa học năm 1927.